# Aero Services Executive
Aero Services Executive — французская авиакомпания, выполняющая коммерческие рейсы по индивидуальным заказам. Основана в 1988 году. Порт приписки — аэропорт Ле Бурже.

## Флот
За всю историю существования компании в её флоте было зарегистрировано 16 самолётов, 12 из которых эксплуатируются по сей день.